# Aquincum megállóhely (MÁV)
Aquincum megállóhely egy budapesti vasútállomás a Budapest–Esztergom-vasútvonalon, amit a MÁV Magyar Államvasutak Zrt. üzemeltet. 

## Története
A megállóhely eredetileg Aquincum felső néven létesült az Óbudai Gázgyár számára. Eredetileg a 2000-re teljesen elbontott „Gázgyári deltában”, a Gázgyár utca folytatásában helyezkedett el. Ezt 2001. április 2-án helyezték át a Szentendrei úthoz, az Aquincumi Múzeum romkertje mellé. Ez a megállóhely 2013. április 2-ig üzemelt, a vasútvonal felújítását követően, 2015. augusztus 20-án Aquincum néven helyezték üzembe – immár a Szentendrei út túloldalán, a HÉV-megálló közelében, a H5-ös HÉV-re átszállás megkönnyítése céljából.

## Megközelítés budapesti tömegközlekedéssel
- HÉV:
- Busz:  34, 106, 134
- Éjszakai busz:  923, 934

## Forgalom
| Járat | Útvonal | Gyakoriság                                                  |
| ----- | --- | ----------------------------------------------------------- |
| S72   | Budapest-Nyugati – Rákosrendező – Angyalföld – Újpest – Aquincum – Óbuda – Aranyvölgy – Üröm – Solymár – Szélhegy – Vörösvárbánya – Pilisvörösvár – Szabadságliget – Klotildliget – Piliscsaba – Magdolnavölgy – Pilisjászfalu – Piliscsév – Leányvár – Dorog – Esztergom-Kertváros – Esztergom | Hajnalban 30 percenként, késő este óránként                 |
| S72   | Budapest-Nyugati – (Rákosrendező →) Angyalföld – Újpest – Aquincum – Óbuda – Aranyvölgy – Üröm – Solymár – Szélhegy – Vörösvárbánya – Pilisvörösvár – Szabadságliget – Klotildliget – Piliscsaba                                                                                                | Munkanapokon reggel 3 Budapest felé, este 2 Piliscsaba felé |
| Z72   | Budapest-Nyugati – Angyalföld – Újpest – Aquincum – Solymár – Pilisvörösvár – Piliscsaba (– Magdolnavölgy) – Pilisjászfalu – Piliscsév – Leányvár – Dorog – Esztergom-Kertváros – Esztergom | Hétköznap óránként                                          |
| Z72   | Budapest-Nyugati → Angyalföld → Újpest → Aquincum → Aranyvölgy → Solymár → Pilisvörösvár → Piliscsaba → Pilisjászfalu → Piliscsév → Leányvár → Dorog → Esztergom-Kertváros → Esztergom | Hétköznap reggel 1 Esztergom felé                           |
| Z72   | Budapest-Nyugati – Rákosrendező (– Vasútmúzeum) – Angyalföld – Újpest – Aquincum – Solymár – Pilisvörösvár – Piliscsaba (– Magdolnavölgy) – Pilisjászfalu – Piliscsév – Leányvár – Dorog – Esztergom-Kertváros – Esztergom                                                                      | Hétvégén óránként                                           |
| S76   | Rákos – Újpalota – Angyalföld – Újpest – Aquincum – (Óbuda) – Aranyvölgy – (Üröm) – Solymár – Szélhegy – Vörösvárbánya – Pilisvörösvár – Szabadságliget – Klotildliget – Piliscsaba | Munkanapokon félóránként, hétvégén óránként                 |